# اتفاقية كوتاهيه

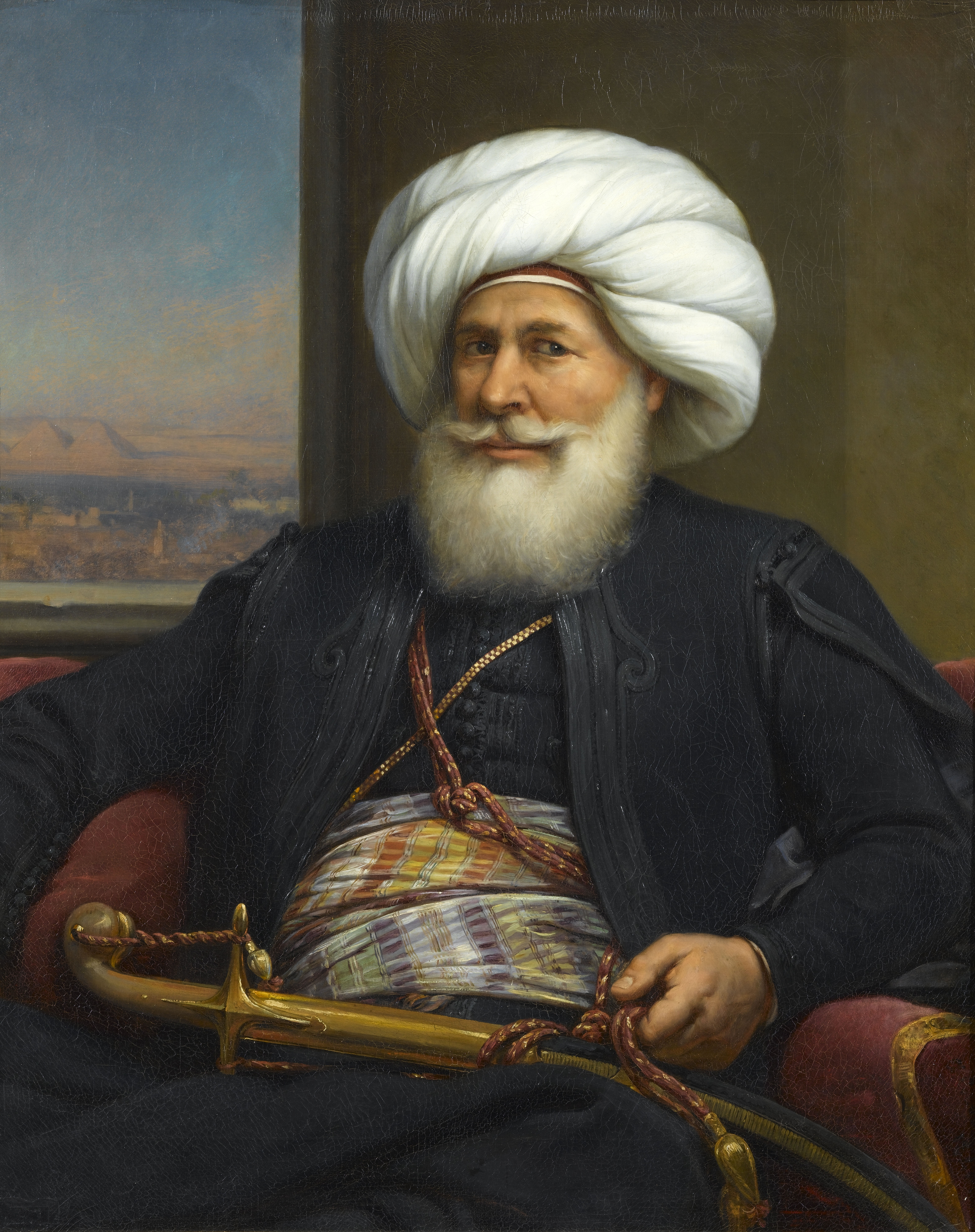
محمد علي باشا

اتفاقية كوتاهية (8 أبريل 1833) هي معاهدة بين الدولة العثمانية و محمد علي باشا أنهت الحرب بين الولايات العثمانية (الأولى).

## الحملة على الشام
اجتاحت اكرام إبراهيم باشا بن محمد بلاد الشام عام 1831م، وتساقطت مدنه واحدة تلو الأخرى دون مقاومة تُذكر، حتى مدينة عكا التي استعصت على نابليون بونابرت ولم يفلح في اقتحامها، نجح إبراهيم باشا في فتحها، وكان لسقوطها دوي عظيم، ونال فاتحها ما يستحقه من تقدير وإعجاب.
ومضى الفاتح في طريقه حتى بلغ قونية، وكان العثمانيون قد هجروها حين ترامت الأنباء بقدوم إبراهيم باشا وجنوده، ولم يبق بها سوى الجيش العثماني بقيادة مصطفى رشيد باشا، وكان قائدًا ماهرًا يثق فيه السلطان العثماني ويطمئن إلى قدرته وكفاءته نظراً لسابق بلائه في حرب ثورة الموره في اليونان ، ولم يكن هناك مفر من القتال، فدارت رحى الحرب بين الفريقين في (27 من جمادى الآخرة 1248هـ= 21 من نوفمبر 1832م) عند قونيه، ولقي العثمانيون هزيمة كبيرة، وأُسر القائد العثماني، وأصبح الطريق مفتوحًا إلى القسطنطينية.

## أسباب الحملة على الشام
كان السبب المعلن لقيام محمد علي بحملته على الشام هو اشتعال النزاع بينه وبين عبد الله باشا والي عكا، الذي رفض إمداد محمد علي بالأخشاب اللازمة لبناء أسطوله، وآوى عنده بعض المصريين الفارين من الخدمة العسكرية ودفع الضرائب، ورفض إعادتهم إلى مصر، وكان الخليفة العثماني محمود الثاني يقف وراء النزاع، ويُعضِّد والي عكا في معارضته محمد علي، ولم تكن العلاقة بين الخليفة العثماني وواليه في مصر على ما يرام.
غير أن الذي جعل محمد علي يقدم على هذه الخطوة هو أنه كان يرى أن سوريا جزء متمّم لحدود ولايته، ولا يتحقق الأمن بمصر ويأمن غائلة العدو إلا إذا كانت سوريا تحت سيطرته وسلطانه، وأن حدود ولايته الطبيعية في جهة الشرق هي جبال طوروس، وليست صحراء العرب، ومن ثم كان يتحين الفرصة لتحقيق هدفه، حتى إذا ما لاحت انتهزها، وجرّد حملته إلى الشام.

## تدخل دول أوروبا وتوقيع الاتفاقية
فزع السلطان محمود الثاني من الانتصارات التي حققها إبراهيم باشا على الجيوش العثمانية بالرغم من القيادة الألمانية للجيوش العثمانية. فوجود أشهر قائد ألماني في القرن التاسع عشر فون مولتكه على رأس الجيش العثماني ومعه نحو ألف من الجنود الألمان لم يفلح في صد جيش إبراهيم باشا الذي كان جل عناصره من الألبان والقبارصة وغيرهم.
فلجأ السلطان محمود الثاني إلى الدول الأوروبية الأخرى لمساعدته والوقوف إلى جانبه، لكنها لم تُجبه؛ورأت في النزاع القائم مسألة داخلية يحلها السلطان وواليه، عند ذلك لجأ السلطان إلى روسيا –العدو اللدود للدولة العثمانية- لتسانده وتساعده، فاستجاب نيكولاس الأول، قيصر روسيا على الفور، ولم يتلكأ، ووجد في محنة الدولة فرصة لزيادة نفوذ روسيا في منطقة المضايق، فأرسل قوة بحرية رست في البسفور، وهو ما أقلق فرنسا وإنجلترا، وتوجستا من تدخل روسيا وانفرادها بالعمل، والتظاهر بحماية الدولة العثمانية، وكانت الدولتان تتمسكان بالمحافظة على كيان رجل أوروبا المريض، الدولة العثمانية؛ خشية من روسيا التي لم تكن تُخفي أطماعها في جارتها المسلمة.
تحركت الدولتان لفض النزاع وإعادة الأمن بين الخليفة وواليه الطموح، ولم يكن أمام السلطان العثماني سوى الرضوخ لشروط محمد علي في الصلح، فلا فائدة من حرب نتائجها غير مضمونة لصالحه، في الوقت الذي يسيطر فيه إبراهيم باشا على الشام، ويلقى ترحيباً وتأييدًا من أهله.
بذلت فرنسا جهدها لحسم الخلاف بين محمد علي وتركيا، وجددت مسعاها بين الفريقين. وكان إبراهيم باشا يهدد تركيا بالزحف على الأستانة إذا لم تجب مطالبه. فاضطر الباب العالي إلى الإذعان، وأرسل إلى كوتاهية، حيث كان إبراهيم باشا يقيم بها، مندوباً عنه هو رشيد بك يصحبه البارون دي فارين، سرتير السفارة الفرنسية ليقوم بالوساطة بين الطرفين. وبعد مفاوضة دامت أربعة أيام تم الاتفاق على الصلح في 8 أبريل 1833، وهو المعروف باتفاق كوتاهية.
عُقد الصلح في كوتاهية في (18 من ذي القعدة 1249هـ= 8 أبريل 1833)،

## شروط الاتفاقية
يقضي اتفاق كوتاهية بأن يتخلى السلطان لمحمد علي عن سوريا وإقليم أضنة مع تثبيته على مصر وجزيرة كريت والحجاز، في مقابل جلاء الجيش المصري عن باقي بلاد الأناضول. بفحوى هذه التوجيهات، وفيها إسناد ولاية سورية إليه وإلحاقها بولاية مصر وكريت.
ولكن هذه التوجيهات كان ينقصها إقليم أضنة، فبان من ذلك أن الباب العالي أراد الرجوع عن اتفاق كوتاهية بالنسبة لهذا الإقليم، وقد بقيت المسألة موضع خلاف بين الطرفين وأوقف إبراهيم باشا جلاء الجيش حتى ينفذ الباب العالي ما تم الاتفاق عليه. فلم يسع السلطان إلا أن يسلم بالتنازل عن أضنة، وأصدر فرماناً في 6 مايو 1833 بمضمون الاتفاق بتمامه، أعلن فيه تثبيت محمد عليى على مصر وكريت وإسناد ولايات سورية إليه، وتجديد ولاية إبراهيم باشا على جدة مع مشيخة الحرم المكي، أي إسناد إدارة الحجاز إلى عهدته، وتخويله إدارة إقليم أضنة.
وبمقتضى اتفاق كوتاهية صارت حدود مصر الشمالية تنتهي عند مضيق كولك بجبال طوروس، ويسمى بالتركية بوغاز كولك (انظر الخريطة).
وبذلك انتهت الحرب السورية بتوسيع نطاق الدولة المصرية وبسط نفوذها على سورية وأضنة وتأييد سلطتها على كريت وجزيرة العرب.
ولا يغرب عن البال أن السلطان لم يقبل اتفاق كوتاهية إلا مرغماً، وكان يضمر السعي لنقضه إذا تهيأت الفرصة في المستقبل. ودليل ذلك أنه لم يكد يقر صلح كوتاهية حتى عقد سراً مع روسيا معاهدة هنكار أسكله سي في 8 يوليو 1833 وهي معاهدة دفاعية هجومية التزمت كل دولة بمقتضاها أن تساعد الدولة الأخرى إذا استهدفت بخطر خارجي أو داخلي.
وتعهدت تركيا بأن تأذن للأسطول الروسي بالمرور من البحر الأسود إلى البحر المتوسط، وتسد البواغيز في وجه جميع السفن التابعة للدول الأخرى. ومؤدى هذه المعاهدة تخويل روسيا مد يدها في شؤون تركيا وبسط حمايتها الفعلية عليها. وهذه المعاهدة لم يبرمها السلطان على ما فيها من مهانة لتركيا إلا ليسعى في نقض اتفاق كوتاهية، لأن تركيا لم تكن مهددة في ذلك الوقت بخطر خارجي أو داخلي إلا من ناحية مصر. فإبرام معاهدة هنكار إسكله سي معناه أن تركيا لم تكن خالصة النية في إبرام هذا الاتفاق ولا في إقراره.